# Адмирал Макаров (ледокол, 1975)
 «Адмира́л Мака́ров» — дизельный полярный ледокол проекта P-1039 (Финляндия) мощностью в 36000 л. с. (26 500 МВт).
Построен в 1975 году на Хельсинкской верфи «Wärtsilä» (Вяртсиля) по заказу В/О «Судоимпорт».
Советский флаг был впервые поднят на ледоколе 12 июня 1975 года.

## Общие сведения
Судно носит имя вице-адмирала Макарова.
Это второй в серии из трёх ледоколов, построенных Финляндией по заказу Советского Союза — «Ермак» (1974), «Адмирал Макаров» (1975), «Красин» (1976).
Класс дизельных ледоколов примерно соответствует первому атомному ледоколу «Ленин».
Ввиду того, что полярный ледокол находится продолжительное время в плавании, особое внимание при строительстве судна обращено на улучшение условий обитаемости экипажа.
На судне имеются, в частности, кинозал на 100 человек, баня, плавательный бассейн и спортивный зал.
Кроме того, судно оборудовано полным медицинским блоком, с приёмной врача и операционным залом.

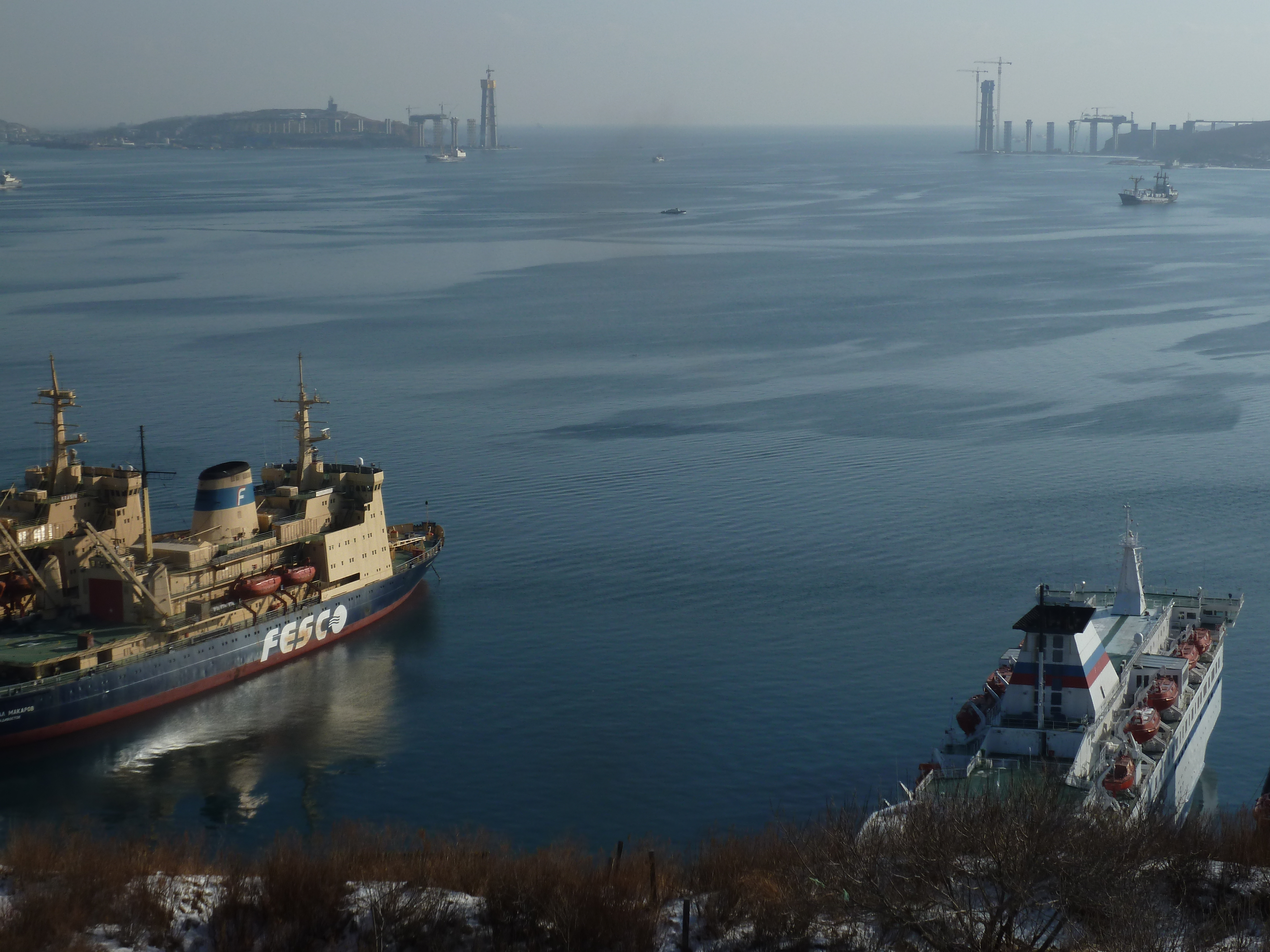
Вид на пролив Босфор Восточный с полуострова Эгершельд, Владивосток. Слева - ледокол «Адмирал Макаров» (декабрь 2010 г.)

Новый «Адмирал Макаров» приписан в порту Владивосток с года постройки.
В 1988 году участвовал в операции по спасению трёх серых китов в море Бофорта (Операция «Прорыв»).
В 2011 году ледокол сыграл ключевую роль в спасательной операции в Охотском море.
В 2017 году переведён с Дальнего Востока в Мурманск и передан Мурманскому филиалу ФГУП «Росморпорт» для выполнения коммерческих работ в Западном секторе Арктики. В декабре 2022 года ФГУП «Росморпорт» и ФГУП «Атомфлот» заключили договор об использовании ледокола в интересах Росатомфлота на период до 15 мая 2025 года в акватории Карского моря, включая Енисейский район до границы порта Дудинка.